# Distretto di Namaacha
Il distretto di Namaacha è un distretto del Mozambico, facente parte della Provincia di Maputo.

## Suddivisioni amministrative
Il distretto è suddiviso in due sottodistretti amministrativi (posti amministrativi):
- Namaacha
- Changalane